# Desa Ngrombo (administrativ by i Indonesien, lat -7,28, long 111,06)
Desa Ngrombo är en administrativ by i Indonesien.   Den ligger i provinsen Jawa Tengah, i den västra delen av landet, 500 km öster om huvudstaden Jakarta.